# スタンリー・クール・ホーンベック

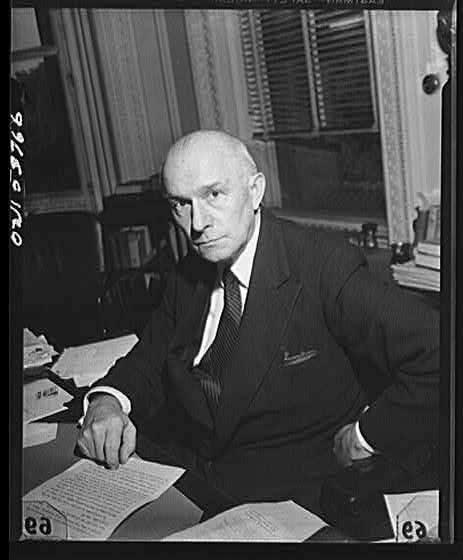
スタンリー・クール・ホーンベック

スタンリー・クール・ホーンベック（Stanley Kuhl Hornbeck, 1883年5月4日 - 1966年）は、アメリカ合衆国の外交官。

## 生涯
マサチューセッツ州フランクリンにて誕生。1903年にデンヴァー大学を卒業。1904年から1907年までローズ奨学生としてオックスフォード大学に在籍し、1907年に学士号を取得。1907年から1909年までウィスコンシン大学にて政治学の研究員および講師。中華政府大学にて講師。1911年にウィスコンシン大学で博士号を取得。1914年から1917年までウィスコンシン大学で政治学の助教授および准教授。
1921年から国務省にて外交政策に従事し、主にアメリカの極東政策の立案について責任を負った。経済顧問室技術専門官（1921年-1924年）、極東部長（1928年-1937年）、国務長官特別顧問（1937年-1944年）、極東局長（1944年）、国務長官特別補佐官（1944年）、駐オランダ大使（1944年-1947年）を歴任。

## 対日政策
日本では1941年9月6日の御前会議において、日米交渉の期限が切られることになった。ただし、昭和天皇の強い意向で「交渉が主、戦争が従」であることが改めて確認された。その夜、近衛文麿首相は駐日アメリカ合衆国大使のジョセフ・グルーと極秘に会談し、日米首脳会談の必要性を説いた。グルーは直ちに本国に電報を打ち、国務省では日米首脳会談の検討が開始された。グルーは、日本は誤算が生んだ危機的な状況から抜け出そうともがいていると述べ、首脳会談が危機打開の最後のチャンスだと訴えた。
これに対しホーンベックは、日中戦争、三国同盟、南部仏印進駐が近衛内閣のもとで行われたことから不信感を顕にし、断固たる態度こそ日本を抑えることができると妥協ではなく力による日本を封じ込めを主張した。その際、ホーンベックは中国通ではあったが日本についての知識は乏しかったにも関わらず、日本について断定的な判断を下すことが多いという不可解な言動を取り続けた（このように知らない事を知り尽くしているかのように振る舞うこの態度は彼が本来学者であることを考えると異常な行動というほかはなく、むしろ日本の言い分や事情を極力無視していたと見る向きも多い）。
10月2日、国務省は日米首脳会談を事実上拒否する回答を示した。外交による打開の可能性を失った日本は、開戦の準備を開始する。
1941年11月初旬、日本に対する石油輸出禁止について、国務省内にて「日本が抗議のための戦争を開始するかもしれない」との懸念が若手外交官からホーンベックに上げられた。しかしながらホーンベックはアメリカの兵力増強度から日本の能力を蔑視し、開戦の懸念を一蹴した（これは日本の開戦派もこの事実をわきまえているはずだと彼が思い込んでいる事になるが、日本について無知な彼がいかなる情報を元にそう判断したのかが一切説明されておらず、彼の願望が平和の維持ではなく戦争の勃発にあったと見なされる一因となった）。
その後11月26日、コーデル・ハル国務長官は日本からの経済制裁緩和の要請に強硬な態度をとり、ハル・ノートを提示した。11月28日、ホーンベックは”ハル・ノートを受けて日本が引き下がるだろうという想定”を理由に、直ちに戦争が始まることはないと強弁したものの、後日の非難に備え、この根拠について、次の覚書を残すことで自己弁護に用いた。
| 「 | 署名下の意見では、日本政府は直近の武力衝突の開始を所望・企図・期待していない……。それはある種の博打ともいえるが、署名は3月1日以前の「戦争」がないことに5対1のオッズを与えた――そして専門家曰く、現在より90日以上の期間を保持さすれば、我々はさらなる準備や配備の「時間」を獲得でき、より大きな優位性を享受できると推定している。 | 」 |